# Reventlow

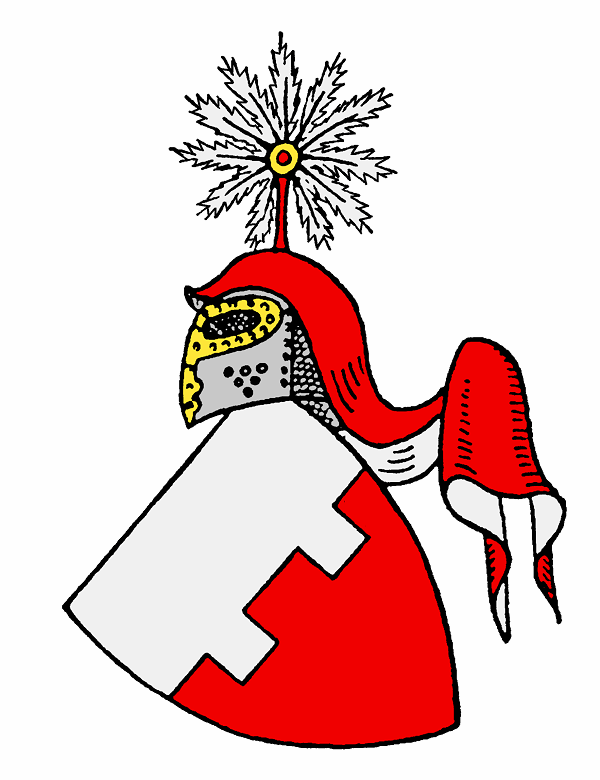
Lo stemma dei Reventlow

Reventlow è il nome di una famiglia aristocratica danese detenente il titolo comitale.
Un primo rappresentante della famiglia von Reventlow è segnalato nel 1223 come Gotescalcus de Reventlov, vassallo del conte Albrecht von Orlamünde und Holstein; un altro nel 1236 come Thivetus de Reventlov, barone di Giovanni I di Meclemburgo.
L'ascesa al titolo comitale avvenne però nel 1696, quando il primo ministro danese Conrad von Reventlow fu insignito del titolo di conte e latifondista sull'isola di Lolland da Cristiano V di Danimarca.
Una delle figlie di Conrad, Anna Sofia Reventlow fu per qualche tempo moglie morganatica di Federico IV di Danimarca.
Alcuni membri della famiglia von Reventlow furono:
- Anna Sofia Reventlow (1693-1743), sposa di Federico IV;

- Christian Andreas von Reventlow (1807-1845), ammiraglio danese;

- Christian Detlev von Reventlow (1671-1738), politico danese;

- Christian Ditlev von Reventlow (1748-1827), filosofo danese;

- Conrad von Reventlow (1644-1708), giurista danese;

- Detlev von Reventlow (1485-1536), vescovo di Lubecca;

- Eduard von Reventlow (1883-1963), diplomatico danese;

- Else Reventlow (1897-1984), poetessa danese;

- Ernst zu Reventlow (1869-1943), autore, militare e politico tedesco;

- Fanny zu Reventlow (1871-1918), scrittrice tedesca;

- Frederika Juliane von Reventlow (1762-1816), nobile danese;

- Frederik von Reventlow (1797-1874), politico danese;

- Frederik Karl von Reventlow (1754-1828), insegnante danese;

- Theodor von Reventlow (1801-1873), architetto danese;

- Viktor von Reventlow (1916-), politico danese.